# Rekowo, Gmina Wolin
Rekowo [rɛˈkɔvɔ] (German Reckow) là một ngôi làng thuộc khu hành chính của Gmina Wolin, thuộc hạt Kamień, West Pomeranian Voivodeship, ở phía tây bắc Ba Lan.
Nó nằm khoảng 15 kilômét (9 mi) phía bắc của Wolin, 9 km (6 mi) về phía tây Kamień Pomorski và 62 km (39 mi) phía bắc thủ đô khu vực Szczecin.
Làng có dân số 30 người.